# Ibrahim Boubacar Keïta

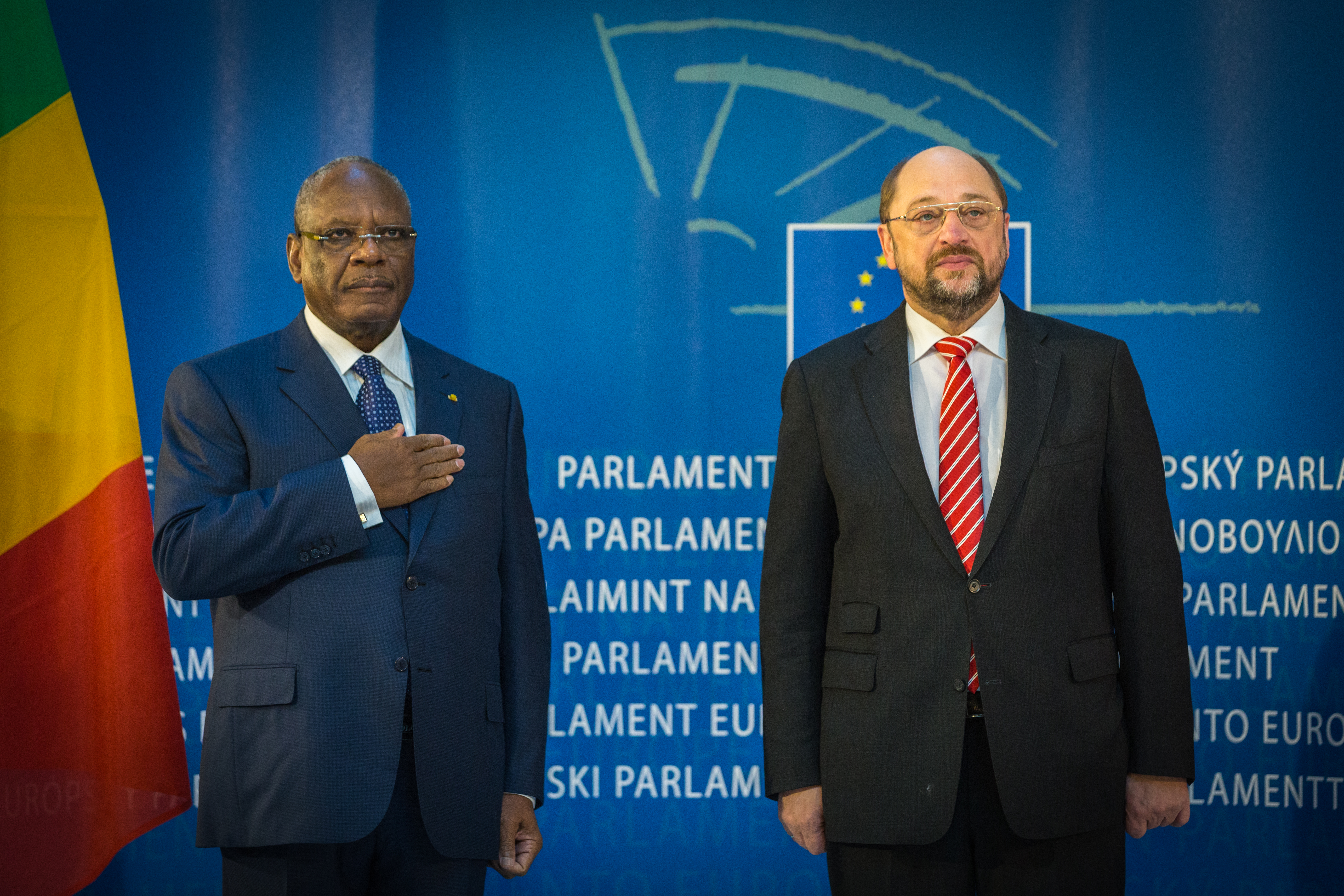
Ibrahim Boubacar Keïta i Martin Schulz (2013)

Ibrahim Boubacar Keïta (ur. 29 stycznia 1945 w Koutiali, zm. 16 stycznia 2022 w Bamako) – malijski polityk, premier Mali w latach 1994–2000, przewodniczący Zgromadzenia Narodowego w latach 2002–2007, prezydent Mali w latach 2013–2020.

## Życiorys
Ibrahim Boubacar Keïta urodził się w Koutiali. Uczęszczał do liceum Lycée Janson-de-Sailly w Paryżu oraz liceum Lycée Askia-Mohamed w Bamako. Edukację kontynuował na Uniwersytecie w Dakarze i Uniwersytecie Paris I, gdzie ukończył historię i stosunki międzynarodowe.
Po zakończeniu studiów rozpoczął pracę naukową we francuskiej instytucji Centre national de la recherche scientifique. Po powrocie do Mali został konsultantem Europejskiego Funduszu Rozwoju (European Development Fund), programu rozwojowego dla Afryki i krajów rozwijających się. Został również dyrektorem oddziału francuskiego Tere des Hommes, organizacji pozarządowej zajmującej się poprawą sytuacji dzieci w krajach trzeciego świata.
Na początku lat 90. wstąpił do partii ADEMA-PASJ. Podczas wyborów prezydenckich w 1992 był szefem sztabu wyborczego Alphy Oumara Konaré, który wygrał wybory. Nowy prezydent w czerwcu 1992 mianował Keïtę rzecznikiem rządu, a w listopadzie tego samego roku ambasadorem w Wybrzeżu Kości Słoniowej, Gabonie, Burkina Faso i w Nigrze.
W listopadzie 1993 Keïta został ministrem spraw zagranicznych i integracji afrykańskiej. 4 czerwca 1994 prezydent Konare powierzył mu funkcję szefa rządu, którą zajmował do 14 lutego 2000. Keïta objął także stanowisko przewodniczącego Sojuszu na rzecz Demokracji, a w 1999 został też wiceprzewodniczącym Międzynarodówki Socjalistycznej.
Nieporozumienia wewnątrz partii zmusiły Keïtę do ustąpienia ze stanowiska premiera 14 lutego 2000, a w październiku 2000 ze stanowiska szefa partii. Opuścił całkowicie szeregi partii i w czerwcu 2001 założył własne ugrupowanie, Zgromadzenie na rzecz Mali (Rally for Mali). 28 kwietnia 2002 wziął udział w wyborach prezydenckich. Zajął w nich trzecie miejsce, za Amadou Toumani Touré i Soumaïlę Cissé, uzyskując 21% głosów poparcia. W wyborach parlamentarnych w lipcu 2002 jego partia zdobyła najwięcej mandatów, a Keïta objął 16 września 2002 stanowisko przewodniczącego Zgromadzenia Narodowego, które zajmował do 3 września 2007.
28 stycznia 2007 został mianowany przez partię oficjalnym kandydatem w kwietniowych wyborach prezydenckich. W wyborach tych zajął drugie miejsce, przegrywając w pierwszej turze z urzędującym prezydentem Touré. W wyborach parlamentarnych w lipcu 2007 uzyskał mandat w parlamencie, jednakże jego partia zdobyła tylko 11 spośród 160 mandatów.
Wystartował w wyborach prezydenckich w 2013. Przeszedł do drugiej tury wyborów, w której tym razem pokonał Soumaïlę Cissé, uzyskując 77,61%. 4 września 2013 w stolicy Mali Bamako został zaprzysiężony na nowego prezydenta. Dzień po zaprzysiężeniu desygnował Oumara Tatama Ly na stanowisku premiera.
18 sierpnia 2020 wraz z premierem Boubou Cissé został aresztowany przez zbuntowanych żołnierzy podczas zamachu stanu. Następnego dnia Keïta rozwiązał parlament, zdymisjonował rząd i ogłosił rezygnację, uzasadniając to chęcią uniknięcia rozlewu krwi.